# Лодкоклюв
Лодкоклюв, или тиранн-лодкоклюв (Megarynchus pitangua) — птица из семейства Тиранновые. Единственный вид в роде Лодкоклювы — Megarynchus Thunberg, 1824.

## Описание
Является один из самых крупных представителей семейства, достигая длины до 28 см, и массы 55—65 грамм. Окраска спины бурая, грудь и брюхо — лимонно-желтого цвета. Через лоб проходит продольная полоса оранжевого цвета. Над каждым глазом имеется белая полоска в виде брови. Клюв широкий и мощный.

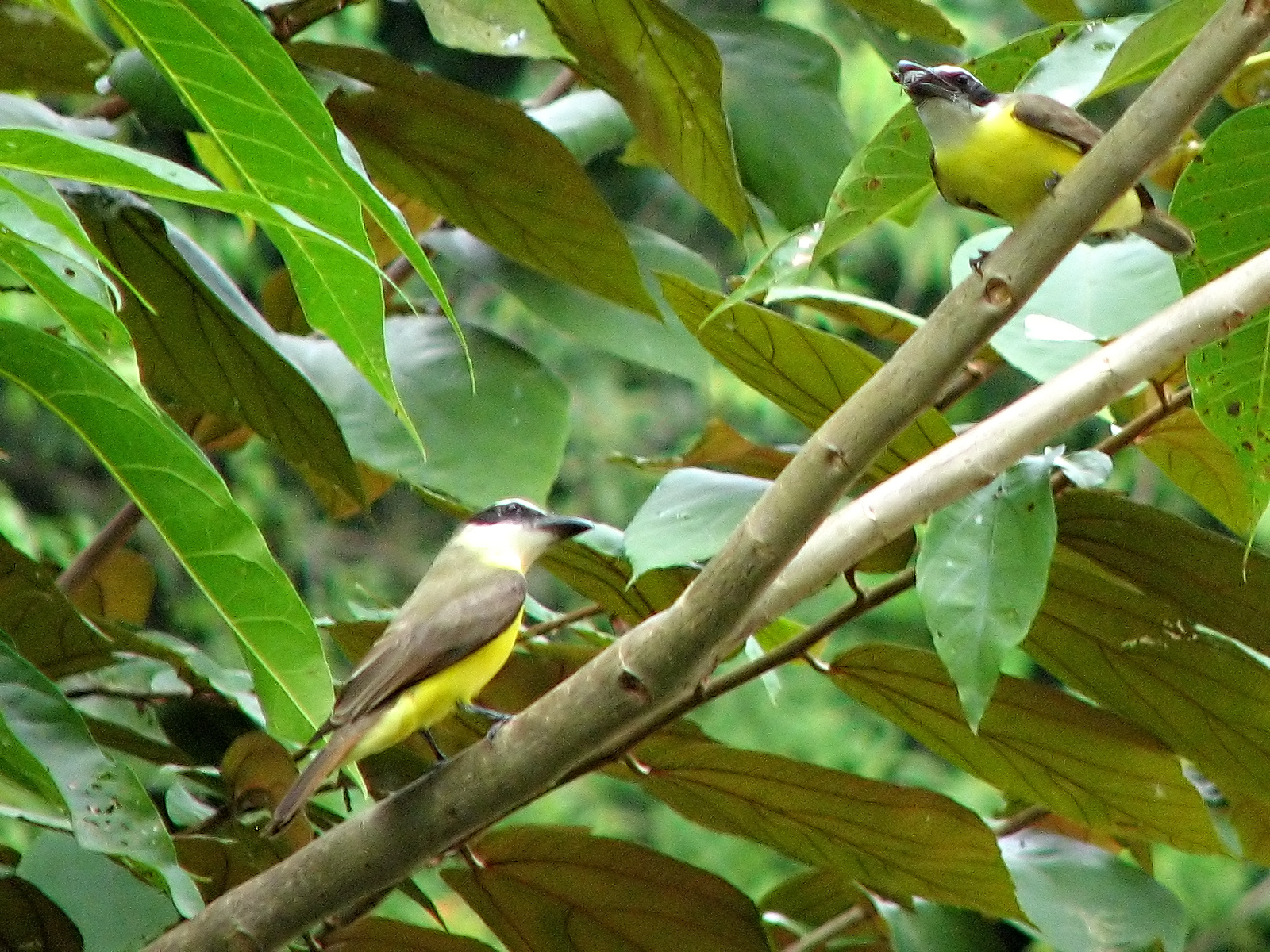

Питается насекомыми, беспозвоночными, ящерицами, лягушками, мелкими млекопитающими, например грызунами.

## Ареал
Обитает в лесистых местностях от юга Мексики до Боливии и Аргентины до Тринидада, включая Белиз, Коста-Рику, Гватемалу, Гондурас, Никарагуа, Панаму, Сальвадор, Аргентину, Боливию, Бразилию, Колумбию, Эквадор, Французскую Гвиану, Парагвай, Перу, Суринам, Венесуэлу.

## Размножение
Гнезда, построенные самкой, представляют собой подобие открытого блюдца с палками. Обычно в кладке два-три беловатые яйца с мраморным коричневым рисунком. Насиживание длится 17—18 дней. Птенцы оперяются примерно через 24 дня после вылупления.

## Подвиды
- Megarynchus pitangua caniceps
- Megarynchus pitangua chrysogaster
- Megarynchus pitangua deserticola
- Megarynchus pitangua mexicanus
- Megarynchus pitangua pitangua
- Megarynchus pitangua tardiusculus